# Beach Bum - Una vita in fumo
Beach Bum - Una vita in fumo (The Beach Bum) è un film del 2019 scritto e diretto da Harmony Korine.

## Trama
Il poeta Moondog di Key West passa la sua vita tra birra, droghe e donne. Un giorno viene invitato dalla moglie Minnie ad andare a Miami per il matrimonio di Heather, la figlia di 22 anni. Prima della cerimonia incontra il suo editore, che si lamenta di come Moondog, che non produce un libro da anni, stia dissipando il suo talento in alcool e donne. Arrivato in ritardo al matrimonio, trova Lingerie che celebra il matrimonio, per poi mostrargli un tipo di erba potentissima che coltiva. Moondog scopre al party del matrimonio che Lingerie e Minnie hanno una relazione, ma non se ne preoccupa davvero, e la festa continua finché lui e Minnie, girovagando in macchina, fanno un incidente.
All'ospedale lui si riprende, ma lei muore. Dopo il funerale viene informato che nel testamento Minnie, molto ricca, lo priva di tutti i suoi averi, vale a dire macchina, soldi e casa, finché lui non pubblicherà il suo nuovo romanzo. Dopo aver chiesto aiuto a tutti, senza successo, Moondog decide di irrompere nella casa di Minnie con una banda di vagabondi per distruggere tutto. Arrestato dalla polizia, un tribunale lo condanna al carcere o un periodo di riabilitazione di 12 mesi. Moondog sceglie la seconda, ma con il suo compagno di stanza evade dalla comunità per andare in città a fare festa.
Finiti soldi e ormai ricercato, incontra Whack, un amico che organizza tour in barca per andare a vedere i delfini. Durante un'uscita in barca Whack scambia un gruppo di squali per delfini e perde un piede. In seguito Moondog va a trovare Lingerie sulla sua barca, il quale decide di riportarlo a Key West con un aereo privato pieno d'erba. Moondog riesce in seguito a concludere il suo libro, The beach bum, che viene premiato come successo dell'anno, permettendogli di ricevere i soldi della ricca moglie. Moondog decide di acquistare una barca, che carica dei milioni ricevuti in contanti sopra; una volta fatto, organizza una festa con fuochi d'artificio, durante la quale fa saltare in aria i soldi e la barca, per andarsene poi via ridendosela.

## Produzione
Le riprese del film sono iniziate nel novembre 2017.

## Promozione
Il primo trailer del film viene diffuso il 7 settembre 2018.

## Distribuzione
La pellicola è stata presentata in anteprima il 9 marzo 2019 al South by Southwest e distribuita nelle sale cinematografiche statunitensi a partire dal 29 marzo 2019.. L'anteprima italiana è stata il 4 ottobre al Milano Film Festival.

## Accoglienza

### Critica
Il critico David Ehrlich di IndieWire.com posiziona la pellicola al ventiduesimo posto dei migliori film del 2019.

## Riconoscimenti
- 2019 - National Film & TV Awards[6]
  - Candidatura per il miglior film commedia